# Yōko Shimada

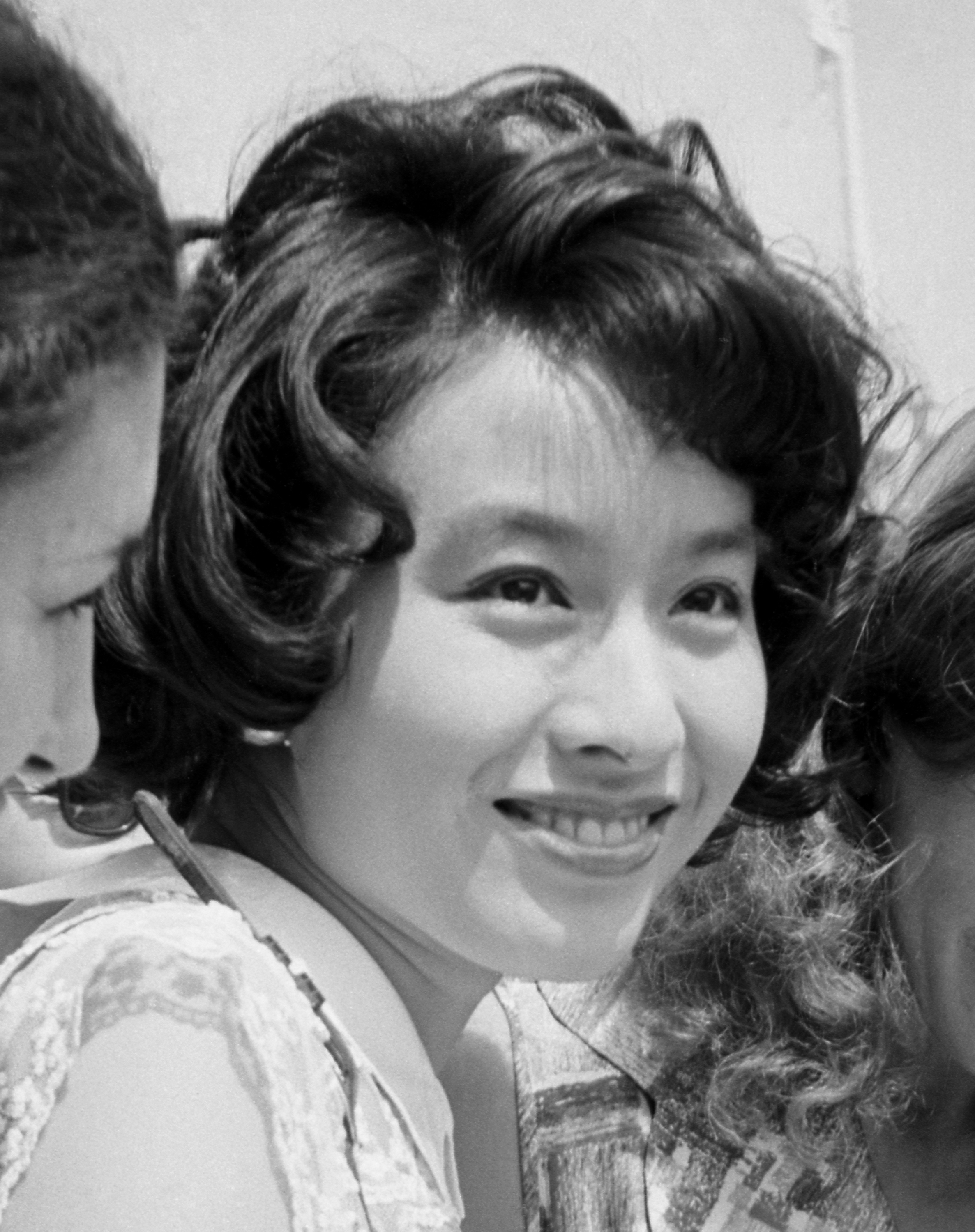
Shimada (1975)

Yōko Shimada (anhörenⓘ jap. 島田 陽子, Shimada Yōko; * 17. Mai 1953 in Kumamoto, Präfektur Kumamoto; † 25. Juli 2022 in Tokio) war eine japanische Filmschauspielerin. Einem breiten Publikum wurde sie 1980 an der Seite von Richard Chamberlain in der Miniserie Shogun bekannt. Für die Rolle der Mariko erhielt sie 1981 auch den Golden Globe für die beste Seriendarstellerin in einem Drama. Yōko Shimada war seit Beginn der 1960er Jahre als Schauspielerin tätig und war bis zuletzt im Jahr 2016 in rund drei Dutzend Fernseh- und vor allem Filmproduktionen zu sehen.
Sie litt seit 2019 an Darmkrebs, spielte aber noch 2022 in dem Film Ever Garden eine Hauptrolle. Nach den Dreharbeiten ging sie ins Krankenhaus, wo sie ihrem Krebsleiden erlag. Aufsehen erregte, dass keiner ihrer Verwandten sich um die Leiche kümmern wollte und daher die örtliche Verwaltung die Leiche verbrennen musste.

## Filmografie (Auswahl)
- 1980: Shogun
- 1995: Crying Freeman – Der Sohn des Drachen (Crying Freeman)
- 1995: The Hunted – Der Gejagte (The Hunted)